# Idrettsgallaen
Idrettsgallaen är en norsk, årlig idrottsgala där man utser de störste idrottsutövarna, de bästa prestationerna och andra som har gjort en stor insats för norsk idrott under året. Galan är ett samarbetsprojekt mellan Norges Idrettsforbund, Norsk Tipping, NRK och Norges Fotballforbund. Galan arrangerades första gången 2002 och har hållits den första helgen i januari varje år sedan dess.
Från 2002 till 2004 hade galan namn efter året få prestationerna utfördes trots att galan hölls året efter. 2005 beslutade man att ändra namnet så att det fick namn efter kalenderåret då galan hölls. Det medförde att det inte finns någon Idrettsgallaen 2005.